# Lago Brook
El lago  (en alemán: see) es un lago situado en el distrito de Rostock, en el estado de Mecklemburgo-Pomerania Occidental (Alemania), a una altitud de 24 metros; tiene un área de 11.4 hectáreas.